# Trnovačko-tó
A Trnovačko-tó (montenegrói nyelven Trnovačko jezero, cirill betűkkel Трновачко језеро) Montenegró északi részén helyezkedik el, a bosznia-hercegovinai határtól nem messze. A tó leginkább szív formájú partvidékéről ismert. 1517 méteres tengerszint feletti magasságban fekszik. 700 méter hosszú, még szélessége eléri a 400 métert. Legnagyobb mélysége körülbelül 9 méter. Nyaranta a sátorozó kirándulók kedvelt célpontja. A tó egy meredek, sziklás hegyoldalakkal körülölelt „amfiteátrumban” fekszik. Vizének utánpótlását a Maglić, a Maja e Vjelakut és a Bioč hegyekről lefolyó csapadékvizek biztosítják. Lefolyása nincs, csak párolgással veszít vizet. Vize nagyon tiszta, állítólag van, ahol 4 méteres mélységbe is le lehet látni. 

## Fordítás
Ez a szócikk részben vagy egészben  a   Trnovačko Lake című angol Wikipédia-szócikk ezen változatának fordításán alapul.  Az eredeti cikk szerkesztőit annak laptörténete sorolja fel. Ez a jelzés csupán a megfogalmazás eredetét és a szerzői jogokat jelzi, nem szolgál a cikkben szereplő információk forrásmegjelöléseként.